# Klevei Ágnes navarrai királyné
Klevei Ágnes (1422. február 24. – Olite, Navarra, 1448. április 6.), spanyolul: Inés de Cléveris, baszkul: Ines Clevesekoa, franciául: Agnès de Clèves, németül: Agnes von Kleve, hollandul: Agnes van Kleef, születése révén klevei hercegnő, házassága révén vianai hercegné és jog szerinti (de iure) navarrai királyné. Klevei Mária orléans-i hercegnének, XII. Lajos francia király anyjának a nővére.

## Élete

Klevei Ágnes címere

Édesapja I. Adolf klevei herceg, édesanyja Valois Mária burgundi hercegnő, II. (Rettenthetetlen) János burgundi herceg és Margit bajor hercegnő leánya. Ágnes 1439. szeptember 30-án Olitében feleségül ment Károly navarrai királyi herceghez, aki 1441-től Navarra de iure királya volt. A házasságuk gyermektelen maradt. Felesége halála után Károly nem házasodott meg újból, és törvényes gyermek hátrahagyása nélkül halt meg 1461. szeptember 23-án.
Ágnes egyik húga, Mária (1426–1486) hercegnő I. Károly orléans-i herceghez ment feleségül, és az ő gyermekeik voltak XII. Lajos francia király és Valois Mária, Foix János navarrai királyi herceg felesége, valamint Foix Germána aragón és navarrai királyné anyja.
Ágnes királyné 1448. április 6-án halt meg Olitében, és földi maradványait 1448. 
április 9-én helyezték örök nyugalomra a pamplonai Szűz Mária Székesegyházban.